# HD68457
HD68457 — подвійна зоря. 
Ця подвійна система має видиму зоряну величину в смузі V приблизно 6,5.
Вона розташована на відстані близько 499,5 світлових років від Сонця.

## Подвійна зоря
Головна зоря цієї системи належить до хімічно пекулярних зір й має спектральний клас A7.
Інша компонента має спектральний клас Зорі спектрального класу .

## Фізичні характеристики
Зоря HD68457 обертається досить швидко навколо своєї осі. Проєкція її екваторіальної швидкості на промінь зору становить Vsin(i)= 54км/сек.